# Sainte-Marie-Kerque
Sainte-Marie-Kerque (Nederlands: Sinte-Mariakerke) is een gemeente in het Franse departement Pas-de-Calais (regio Hauts-de-France). De gemeente maakt deel uit van het arrondissement Calais. De Aa vormt de oostgrens van de gemeente, het Canal de Calais de zuidelijke en zuidwestelijke grens. Sainte-Marie-Kerque telde op 1 januari 2022 1.715 inwoners.
Op het grondgebied van de gemeente ligt aan de Aa nog het dorp Saint-Nicolas (Sint-Niklaas aan de Aa).

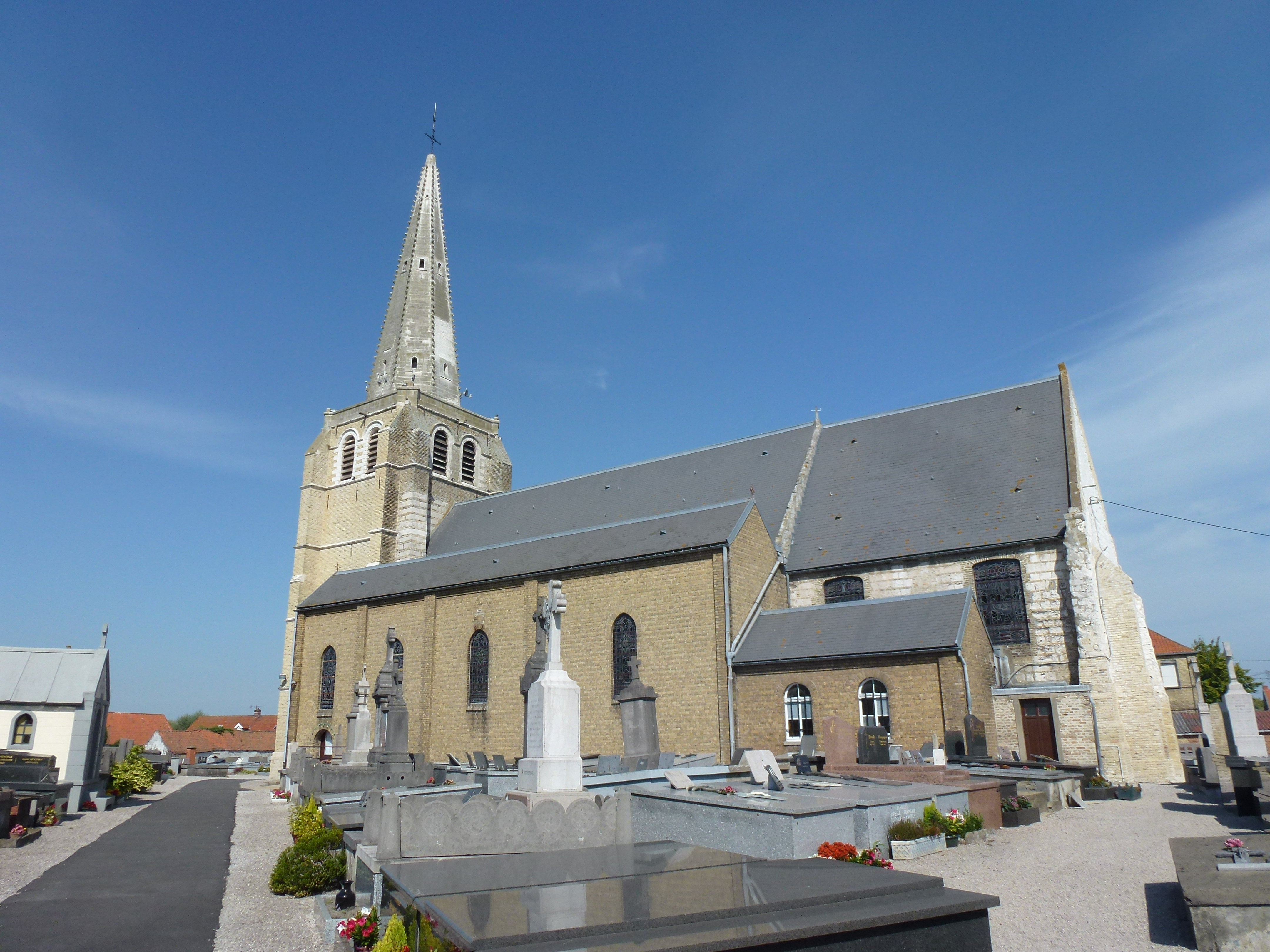
Église Notre-Dame-de-la-Visitation

## Geschiedenis

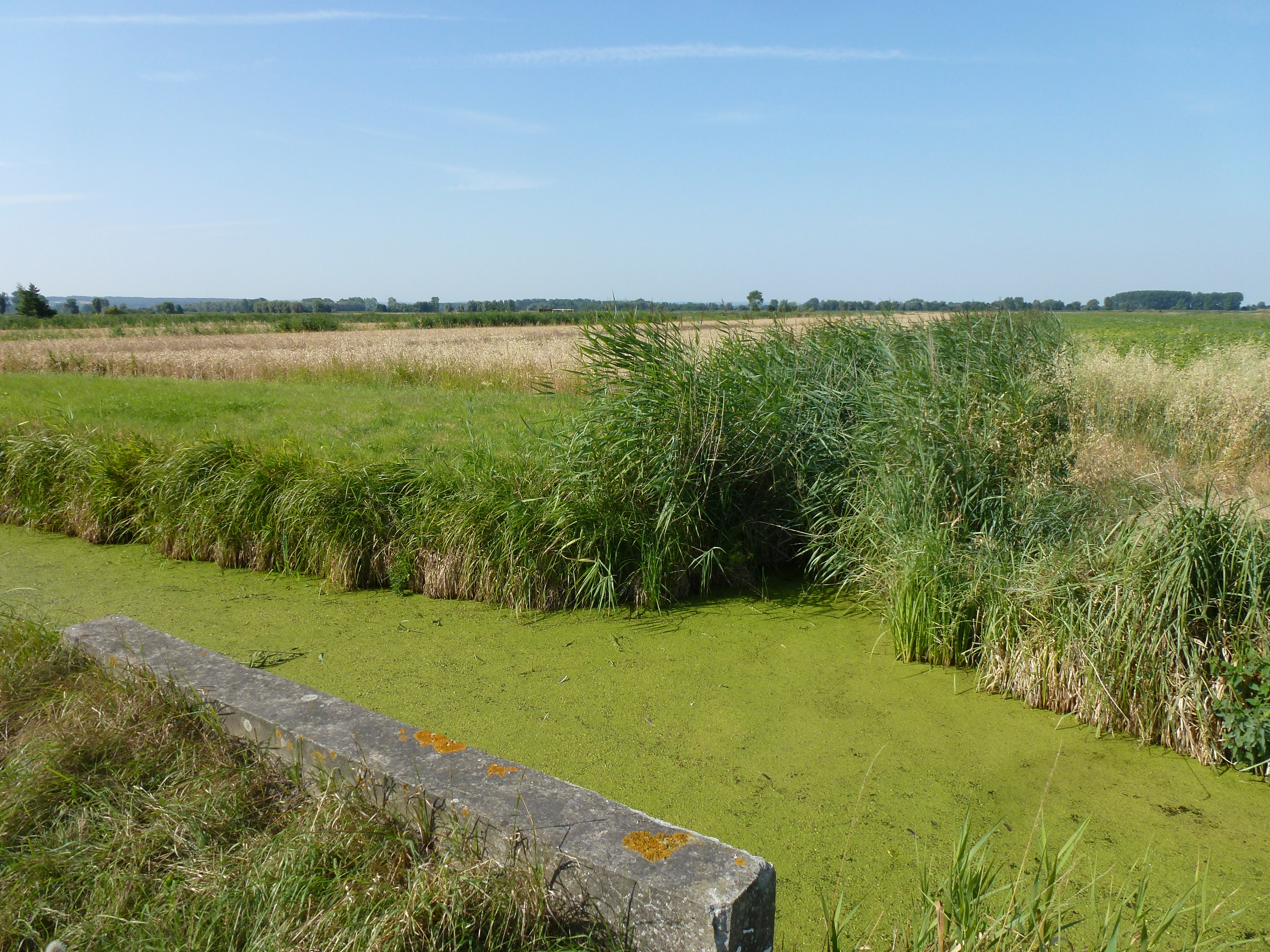
Landschap

Het gebied lag vroeger aan het estuarium van de Aa, dat in de vroege middeleeuwen geleidelijk aan drooggelegd werd. Het gebied werd bekend als het Land van den Hoek (Frans: Pays de l'Angle) en omvatte de parochies Saint-Folquin (Sint-Volkwin), Saint-Omer-Capelle (Sint-Omaarskapelle), Sainte-Marie-Kerque en Saint-Nicolas (Sint-Niklaas aan de Aa).
De naam heeft een Vlaamse oorsprong, met het achtervoegsel kerke. Oude vermeldingen van de plaats zijn Sancte Marie Ecclesia uit 1224 op een charter van Sint-Bertinus, en Sainte-Marie-Église en Saint-Marie-Kerke uit het midden van de 15de eeuw. Op een Mercatorkaart uit de 16de eeuw staat de plaatsnaam Marikercke; de 18de-eeuwse Cassinikaart spelt de plaats als Ste. Mariekerke.
In 1822 werd de gemeente Saint-Nicolas bij Sainte-Marie-Kerque gevoegd.

## Taal
Sainte-Marie-Kerque lag in de middeleeuwen nog in het Nederlandse taalgebied, maar raakte geleidelijk verfranst, al blijkt dat er tot in de 18de en 19de eeuw nog Vlaams voorkwam.

## Geografie
De oppervlakte van Sainte-Marie-Kerque bedroeg op 1 januari 2022 18,47 vierkante kilometer; de bevolkingsdichtheid was toen 92,9 inwoners per km².

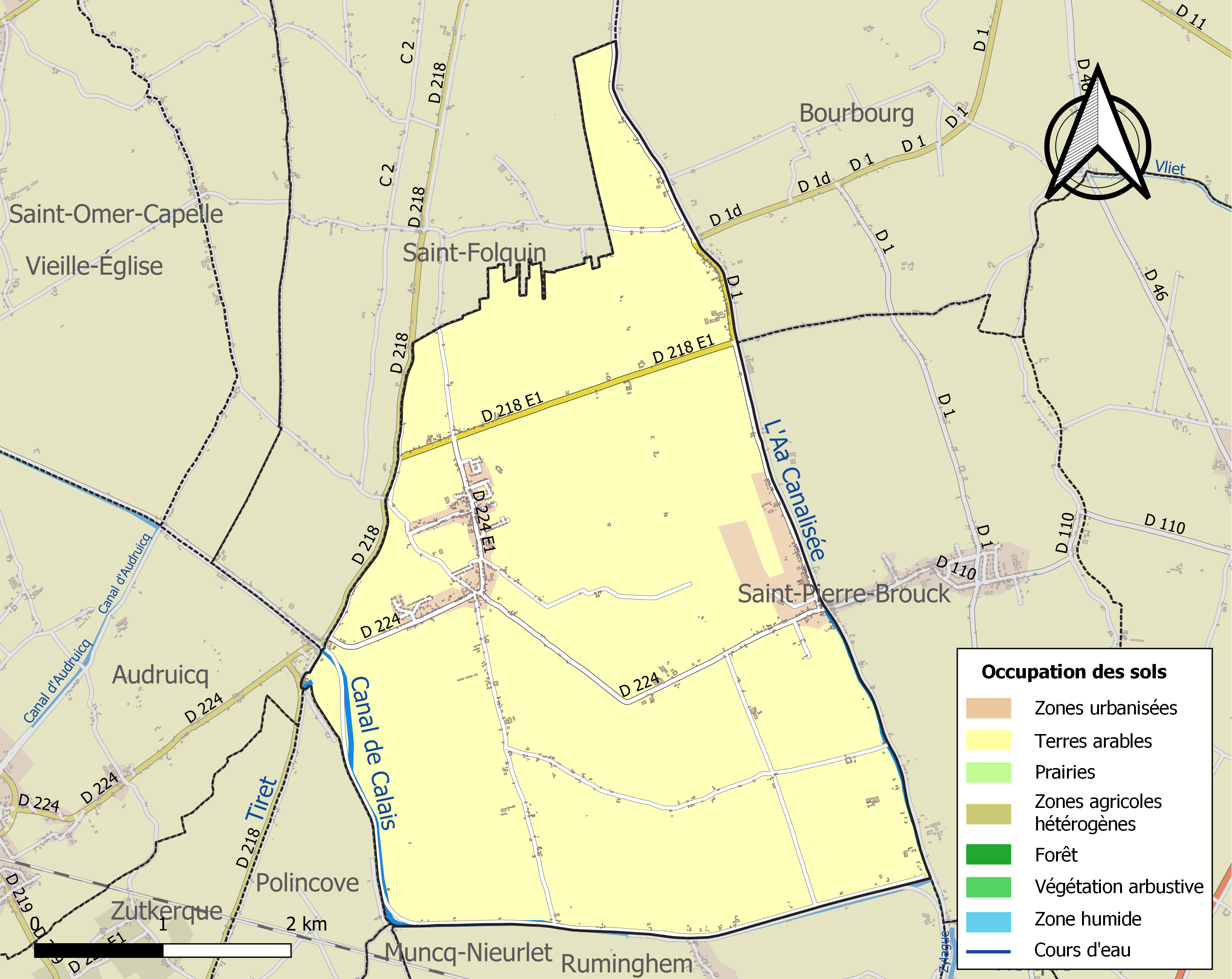
Kaart van de gemeente met belangrijkste infrastructuur, bodemgebruik en omliggende gemeenten

## Bezienswaardigheden
- De Église Notre-Dame-de-la-Visitation

## Demografie
Onderstaande figuur toont het verloop van het inwonertal (bron: INSEE-tellingen).